# Williams FW46
O Williams FW46 é um modelo carro de Fórmula 1 projetado e construído pela Williams para competir no Campeonato Mundial de Fórmula 1 de 2024. O carro foi pilotado por Alexander Albon em toda a temporada, por Logan Sargeant em catorze provas, até o Grande Prêmio dos Países Baixos, por Franco Colapinto nas últimas nove corridas da temporada, substituindo Sargeant, e também por Luke Browning durante os treinos do Grande Prêmio de Abu Dhabi.

## Design e desenvolvimento

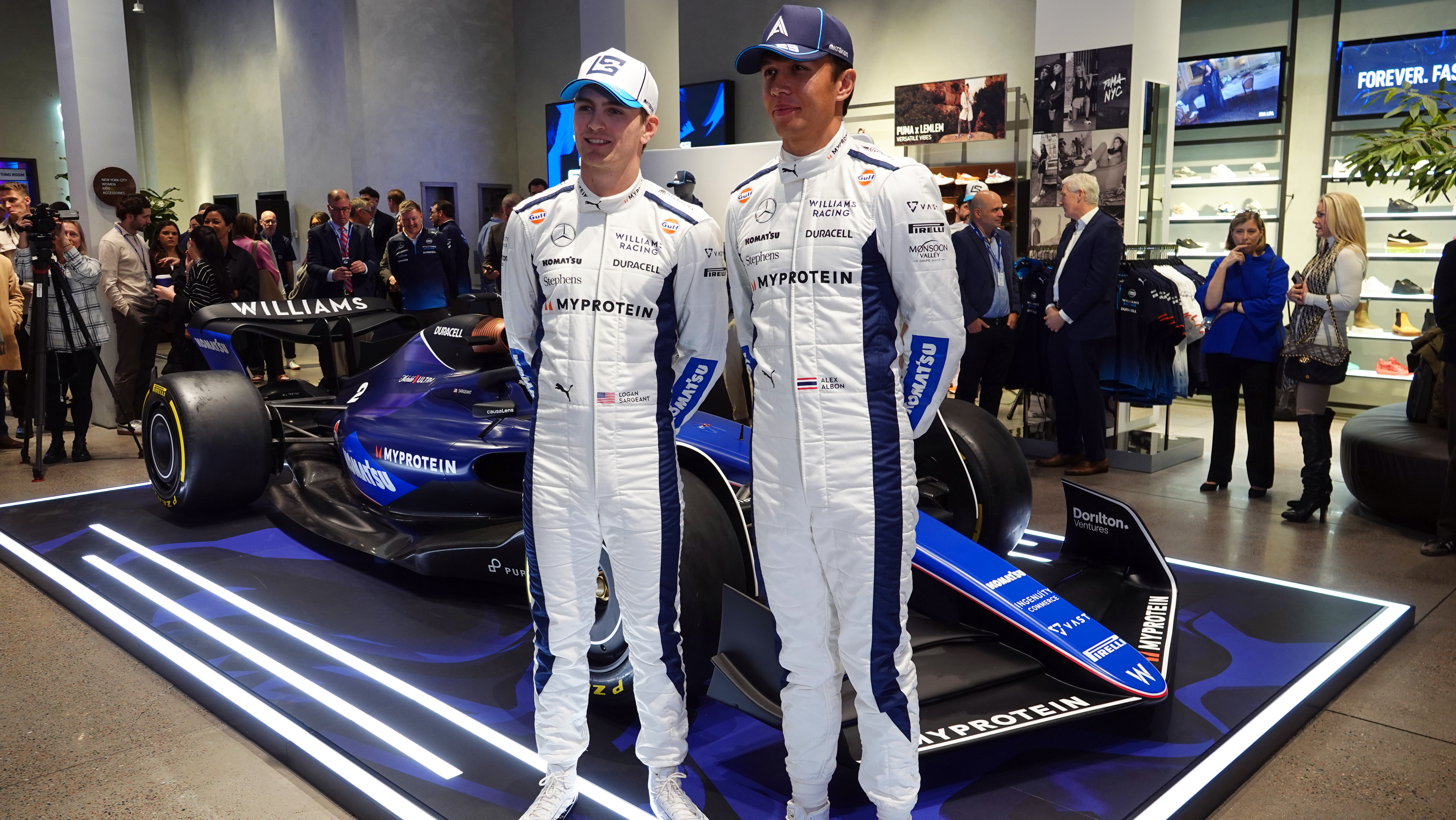
Sargeant e Albon revelando o FW46 em Nova York

O FW46 foi revelado pela primeira vez em 5 de fevereiro de 2024. Apresentava uma pintura predominantemente azul, muito semelhante à que foi usada nos carros FW44 e FW45, e incluía uma listra branca e vermelha, em homenagem ao FW10 de 1985 e o FW19 do último título de construtores e de pilotos da equipe, em 1997, mais detalhes em preto, e uma referência à pilha da patrocinadora Duracell na saída de ar.
O FW46 é o primeiro da Williams a ser desenvolvido por seu novo chefe James Vowles, e também o primeiro a utilizar um display multifuncional no volante (MFD), sendo que os carros anteriores tinham o display instalado no próprio chassi.

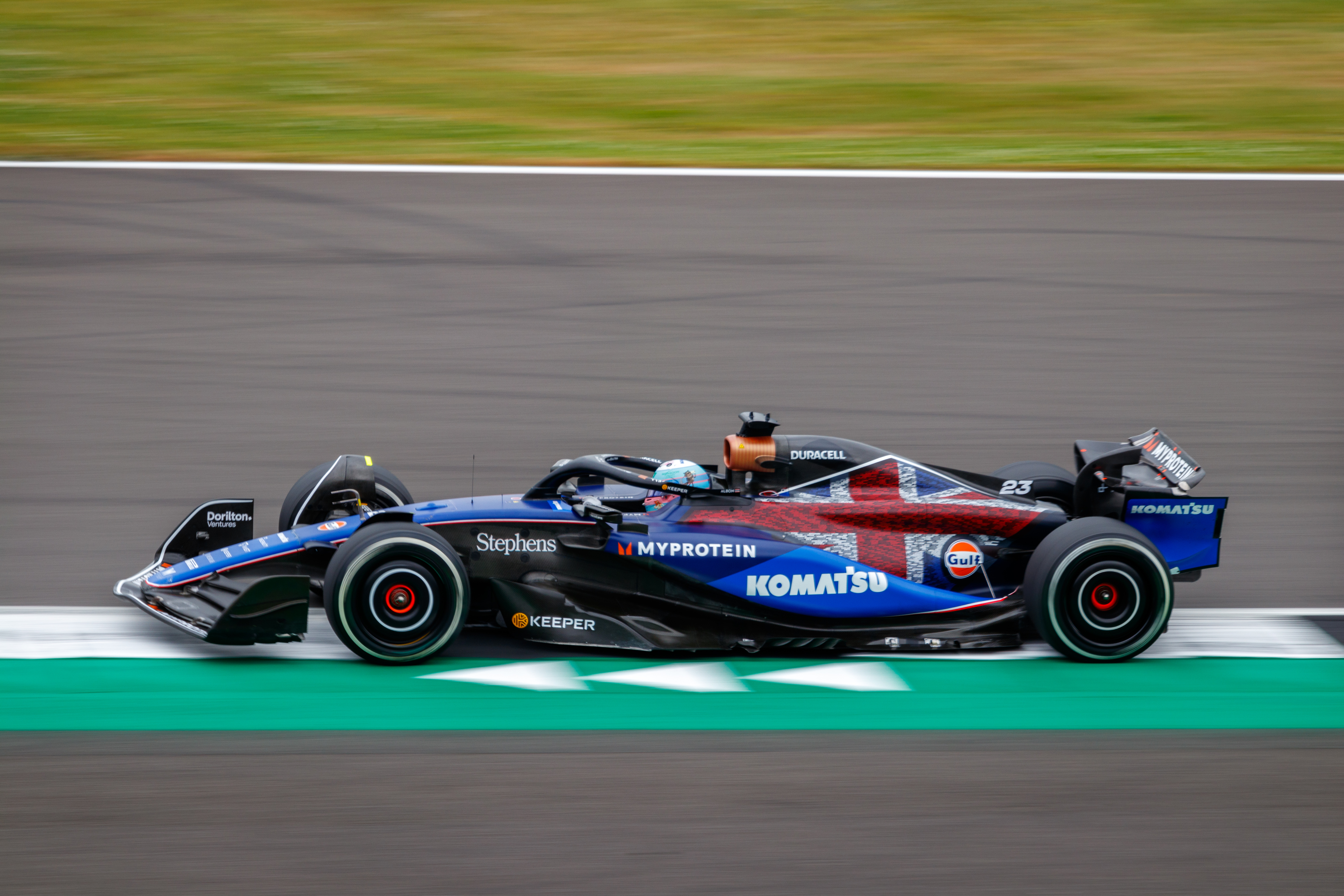
Albon pilotando o FW46 com a pintura especial para o GP da Grã-Bretanha de 2024

No GP da Grã-Bretanha, a Williams usou uma pintura especial, incluindo um mosaico da Union Jack que era formado pelos nomes dos 1005 funcionários da equipe britânica.Para os Grandes Prêmios da Cidade do México e de São Paulo, a Williams apresentou uma pintura especial do Mercado Livre, com detalhes amarelos, para comemorar sua nova parceria com o site argentino de varejo online. O Mercado Livre tornou-se parceiro oficial da Williams após a contratação de Franco Colapinto, e foi veiculado uma propaganda especial com o piloto argentino trocando de papeis com um dos entregadores da empresa. Os detalhes amarelos seguiram no chassi da Williams para a etapa de Las Vegas, agora, como homenagem à patrocinadora Keeper Security.

## Resumo da temporada
O FW46 fez sua estreia competitiva no Grande Prêmio do Barém. Nos treinos do GP da Austrália, Albon sofreu um grave acidente que causou perda total em seu chassi, e a equipe não conseguiu consertar seu carro a tempo. Como não havia chassis sobressalente disponível, Sargeant retirou-se da prova para permitir que seu companheiro de equipe Albon usasse seu chassi, com o anglo-tailandês terminando em décimo segundo. Na etapa seguinte, no Japão, Sargeant danificou o chassi reparado durante a primeira sessão de treinos livres.

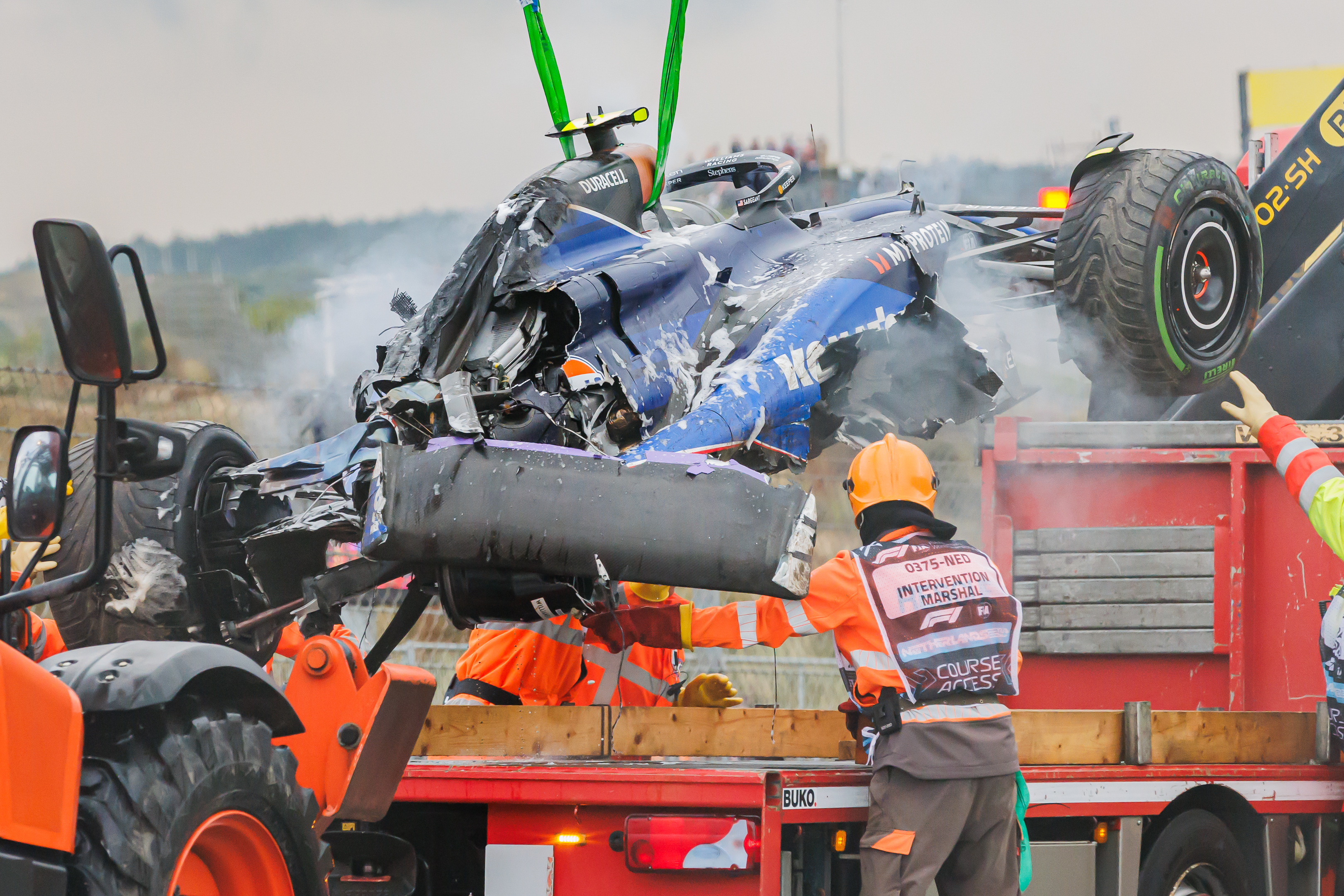
Fiscais removendo o FW46 de Sargeant após os treinos do Grande Prêmio dos Países Baixos de 2024

Sargeant foi retirado da equipe pouco antes do GP da Itália, com o piloto da academia da Williams, Franco Colapinto, saindo de sua campanha da Fórmula 2 para ocupar seu lugar pelo restante da temporada. No Azerbaijão, a equipe conquistou seu primeiro resultado com pontuação dupla no ano, com Albon em sétimo e Colapinto em oitavo, e este último se tornou o primeiro piloto argentino a pontuar na F1 desde Carlos Reutemann em 1982.
Mas as batidas dos pilotos geraram consequências na reta final da temporada, fazendo com que a Williams tivesse que recorrer a peças antigas e precisasse remendar peças danificadas. Como resultado, a equipe caiu de desempenho. Com o FW46, a Williams somou dezessete pontos e ficou em nono lugar no mundial de construtores. Doze desses pontos foram obtidos por Albon, cinco vieram de Colapinto, e Sargeant não pontuou nenhuma vez.